# Le Val-d’Esnoms
Le Val-d’Esnoms település Franciaországban, Haute-Marne megyében. Lakosainak száma 367 fő (2022. január 1.). Le Val-d’Esnoms Selongey, Vernois-lès-Vesvres, Aujeurres, Leuchey, Le Montsaugeonnais, Rivière-les-Fosses, Saint-Broingt-les-Fosses, Vaillant és Vesvres-sous-Chalancey községekkel határos.

## Népesség
A település népességének változása:
| Lakosok száma | 147  | 315  | 310  | 365  | 368  | 375  | 389  | 400  | 407  | 367  |
|               | 1968 | 1982 | 1990 | 2006 | 2013 | 2015 | 2017 | 2019 | 2020 | 2022 |